# Black Panther
|  | No s'ha de confondre amb Black Panthers. |

Black Panther (Pantera Negra a mode no oficial en català) és un superheroi de ficció que apareix en els comic books estatunidencs publicats per Marvel Comics, així com el títol d'algunes de les col·leccions que ha protagonitzat. El personatge va ser creat per l'editor i guionista Stan Lee i pel dibuixant i guionista Jack Kirby, apareixent per primera vegada a Fantastic Four núm. 52 (publicat el 12 d'abril de 1966 amb data de portada de juliol de 1966) de l'època d'argent dels comic books. El nom real de Black Panther és T'Challa, rei i protector de la fictícia nació africana de Wakanda. Juntament amb posseir una capacitat millorada aconseguida mitjançant antics rituals wakandians de beure l'essència d'herbes (en forma de cor), T'Challa també confia en els seus coneixements en ciències, en el seu rigorós entrenament físic, en habilitats de combat cos a cos, i en l'accés a la riquesa i l'avançada tecnologia de Wakanda per a combatre els seus enemics.
Black Panther és el primer superheroi de descendència africana en els comic books americans, havent debutat abans que altres superherois negres de Marvel Comics tals com el Falcon (1969), Luke Cage (1972), i Blade (1973) o de DC Comics tals com John Stewart en el paper de Green Lantern (1971). En una subtrama del còmic el títol Black Panther és portat per Kasper Cole, un agent de policia de Nova York. Començant com un suplantador, Cole més tard prendria com a propi el malnom de White Tiger i es convertiria en un aliat de T'Challa. El paper de Black Panther i el lideratge de Wakanda és també donat a la germana de T'Challa, Shuri, per un curt període.
Black Panther ha tingut diverses aparicions en pel·lícules d'animació, sèries animades de televisió, videojocs. Chadwick Boseman interpreta el personatge en els films del Marvel Cinematic Universe Captain America: Civil War (2016), Black Panther (2018), Avengers: Infinity War, i Avengers: Endgame (2019) i va donar veu pòstumament veu a versions alternatives del personatge a la primera temporada de la sèrie animada What If...? (2021); mentre que Letitia Wright, que va interpretar Shuri a pel·lícules anteriors de MCU, es va fer càrrec del mantell de Black Panther a Black Panther: Wakanda Forever (2022) , després de la mort de Boseman el 2020.
El 2011, Black Panther va ser posicionat cinquantè a la llista de IGN "Top 100 Comic Books Heroes" (Top 100 Herois de còmics).

## Trajectòria editorial
Després del seu debut a Fantastic Four núm. 52–53 (data de portada juliol i agost de 1966) i posterior aparició com convidat a Fantastic Four Annual núm. 5 (1967) i al serial del Captain America a Tales of Suspense núm. 97–100 (dates de portada de gener a abril de 1968), Black Panther va sortir de la nació fictícia africana de Wakanda cap a la Ciutat de Nova York per unir-se als Venjadors a la sèrie que protagonitzava l'equip de superherois americà The Avengers núm. 52 (data de portada maig de 1968), apareixent en aquest còmic els següents anys. Durant el seu temps amb els Venjadors, va fer aparicions de convidats en solitari a tres números de Daredevil, i va lluitar amb el Doctor Doom a Astonishing Tales núm. 6–7 (dates de portada juny i agost de 1971), en el serial protagonitzat per supermalvat de curta durada.

### Jungle Action
Va rebre el seu primer serial com protagonista a Jungle Action núm. 5 (data de portada juliol de 1973), una reimpressió de la història centrada en Pantera a The Avengers núm. 62 (març de 1969). Una nova sèrie va començar a publicar-se al número següent, escrit per Don McGregor, amb art dels dibuixants Rich Buckler, Gil Kane, i Billy Graham, entintat per Klaus Janson i Bob McLeod en una de les seves primeres exposicions professionals. La crítica va aclamar la sèrie, que es va publicar a Jungle Action núm. 6–24 (setembre de 1973 - novembre 1976).
Un dels formats ara comuns del què McGregor va ser pioner va ser el de l'arc autònom de diversos números. El primer arc, "Panther's Rage", transcorre durant els primers 13 números. El critic Jason Sacks ha anomenat l'arc "la primera novel·la gràfica de Marvel":
| « | (anglès) [T]here were real character arcs in Spider-Man and the Fantastic Four [comics] over time. But ... "Panther's Rage" is the first comic that was created from start to finish as a complete novel. Running in two years' issues of Jungle Action (#s 6 through 18), "Panther's Rage" is a 200-page novel that journeys to the heart of the African nation of Wakanda, a nation ravaged by a revolution against its king, T'Challa, the Black Panther. | (català) Hi havia arcs reals de personatges a [còmics de] Spider-Man i els Fantastic Four al llarg del temps. Però ... "Panther's Rage" és el primer còmic que es va crear de principi a fi com a novel·la completa. "Panther's Rage" és una novel·la de 200 pàgines que viatja al cor de la nació africana de Wakanda, una nació arrasada per una revolució contra el seu rei, T'Challa, Black Panther. | » |

El segon i últim arc, "Panther vs. the Klan", es va publicar en la majoria de les històries de 17 pàgines a Jungle Action núm. 19–24 (gener-novembre de 1976), excepte el número 23, una reimpressió de Daredevil, núm. 69 (oct. 1970), en què Black Panther va ser convidat. La temàtica del Ku Klux Klan va ser considerat controvertida a les oficines de Marvel a la seva època, creant dificultats a l'equip creatiu.
L'escriptor i editor afroamericà Dwayne McDuffie va dir que el serial de "Black Panther" a Jungle Action:
| « | (anglès) This overlooked and underrated classic is arguably the most tightly written multi-part superhero epic ever. If you can get your hands on it ... sit down and read the whole thing. It's damn-near flawless, every issue, every scene, a functional, necessary part of the whole. Okay, now go back and read any individual issue. You'll find seamlessly integrated words and pictures; clearly introduced characters and situations; a concise (sometimes even transparent) recap; beautifully developed character relationships; at least one cool new villain; a stunning action set piece to test our hero's skills and resolve; and a story that is always moving forward towards a definite and satisfying conclusion. That's what we should all be delivering, every single month. Don [McGregor] and company did it in only 17 story pages per issue. | (català) Aquest clàssic passat per alt i menystingut és, probablement, el més èpic de superherois de diverses parts que s'ha escrit mai. Si podeu posar les mans al damunt ... assegueu-vos i llegiu-lo sencer. És un tema impecable, cada número, cada escena, una part funcional i necessària del conjunt. D'acord, ara torneu i llegiu qualsevol número individual. Trobareu paraules i imatges perfectament integrades; personatges i situacions clarament introduïdes; una recapitulació concisa (de vegades fins i tot transparent); relacions de personatges ben desenvolupades; com a mínim, un nou malvat; una impressionant peça d'acció per posar a prova les habilitats i la resolució del nostre heroi; i una història que sempre avança cap a una conclusió definitiva i satisfactòria. Això és el que hauríem de lliurar tots els mesos. Don [McGregor] i companyia ho van fer en només 17 pàgines d'història per número. | » |

### Black Panther vol. 1
Tot i que era popular entre els estudiants universitaris, les vendes totals de Jungle Action van ser baixes, i Marvel va rellançar Black Panther en una sèrie homònima, amb la tornada del co-creador del personatge, Jack Kirby, a Marvel després d'haver marxat a la seva rival DC Comics durant un temps, com a escriptor, dibuixant a llapis i editor. Tot i això, Kirby volia treballar amb nous personatges i no estava content de ser assignat a una sèrie protagonitzada per un personatge amb el qual ja havia treballat àmpliament. Va deixar la sèrie després de només 12 números i va ser substituït per Ed Hannigan (com guionista), Jerry Bingham (com a dibuixant), i Roger Stern (com a editor). Black Panther va tenir 15 números (dates de portada gener 1977 – maig 1979). A causa de la cancel·lació de la sèrie, el contingut del que hauria estat  Black Panther  # 16–18 va ser publicat a Marvel Premiere núm. 51–53.

### Black Panther vol. 2
Una sèrie limitada de quatre números, Black Panther vol. 2, (juliol–octubre 1988) va ser escrita per Peter B. Gillis i dibuixada per Denys Cowan.

### Marvel Comics Presents i Panther's Prey
McGregor va revisar la seva saga Panther amb Gene Colan a "Panther's Quest", publicada com a serial de 25 números de vuit pàgines dins de la sèrie antològica bi-setmanal Marvel Comics Presents  (números #13–37, febrer – desembre 1989). Posteriorment es va associar amb l'artista Dwayne Turner a la minisèrie "Black Panther: Panther's Prey" (setembre de 1990 - març de 1991). McGregor va concebre un cinquè arc de la saga Black Panther, titulat "Panther's Vows", però no es va arribar a posar a la pràctica.

### Black Panther vol. 3
L'escriptor Christopher Priest i el dibuixant Mark Texeira de la sèrie de Black Panther vol.3 començada el 1998 van utilitzar els personatges d'Erik Killmonger, Venomm, i altres personatges introduïts a "Panther's Rage", juntament amb nous personatges com el procuradora del Departament d'Estat Everett Ross; el germà adoptiu de Black Panther, Hunter; i la seva protegida, Queen Divine Justice. La sèrie de Priest i Texeira va estar sota el segell de Marvel Knights en el seu primer any. Priest va dir que la creació del personatge Ross va contribuir molt a la seva decisió d'escriure la sèrie. "Em vaig adonar que podia fer servir Ross per solucionar la bretxa entre la cultura africana en la qual s'introdueixen els mites de la Pantera Negra i el públic predominantment blanc al que ven Marvel", i va afegir que, segons la seva opinió, la Black Panther havia estat mal utilitzada els anys posteriors a la seva creació.
Els darrers 13 números (núm. 50–62) van veure el personatge principal substituït per un agent de policía de Nova York multiracial anomenat Kasper Cole, amb T'Challa relegat al paper d'un personatge de suport. Aquest Black Panther, que es va convertir en el White Tiger, també va formar part de The Crew, que transcorre simultàniament amb els darrers números de Black Panther. The Crew va ser cancel·lada amb el número 7.

### Black Panther vol. 4

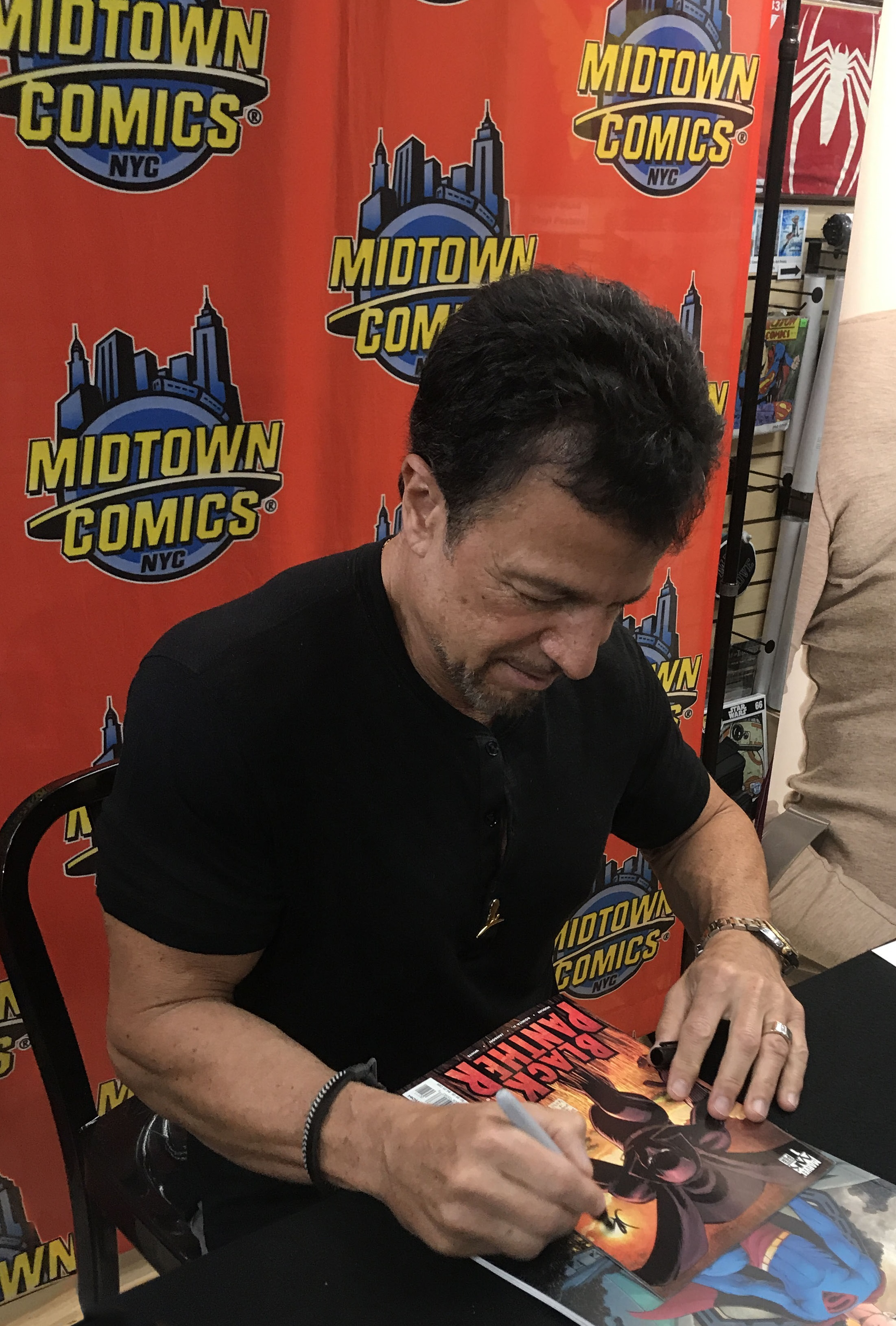
L'artista John Romita Jr. signant una còpia de la quarta sèrie de Black Panther a Midtown Comics a Manhattan.

El 2005, Marvel va començar a publicar  Black Panther  vol. 4, amb 41 números (abril de 2005 - novembre de 2008). Va ser escrita inicialment pel cineasta Reginald Hudlin (fins al número 38) i dibuixat a llapis per John Romita, Jr. (fins al número 6). Com a influències per a la seva caracterització del personatge, Hudlin va citar personatge de còmic Batman, el director de cinema Spike Lee i l'artista musical Sean Combs.

### Black Panther vol. 5 i Doomwar
Black Panther vol. 5 publicat el febrer de 2009, amb Hudlin, novament escrivint, introdueix la successora de T'Challa com Black Panther, la seva germana Shuri. Hudlin va co-escriure el número núm. 7 amb Jonathan Maberry, que es va convertir en el nou escriptor, al que es va unir l'artista Will Conrad. Black Panther també va tenir una participació destacada, amb els membres dels Quatre Fantàstics i els X-Men, en la minisèrie de sis números Doomwar (abril-setembre de 2010) enfrontant-se amb Doctor Doom.

### The Man Without Fear i The Most Dangerous Man Alive
T'Challa després va acceptar la invitació del superheroi Matt Murdock, el superheroi Daredevil, per convertir-se en el nou protector del barri de Hell's Kitchen (Manhattan). Es va convertir en el personatge principal quan la sèrie Daredevil va canviar el títol a partir del número 513 (febrer de 2011), pel de Black Panther: The Man Without Fear. A càrrec de l'escriptor David Liss i l'artista Francesco Francavilla, va adoptar la identitat del senyor Okonkwo, un immigrant de la República Democràtica del Congo, i es va convertir en el propietari d'un petit restaurant per tal d'estar a prop de la gent. La sèrie va canviar de títol després del número 523 amb un número 523.1, com Black Panther: The Most Dangerous Man Alive.

### Black Panther vol. 6 i continuació de vol. 1
Una nova sèrie Black Panther escrita per Ta-Nehisi Coates i dibuixada per Brian Stelfreeze es va llançar el 2016 amb Coates com a escriptor principal, fins al número 18, sumant a partir del número següent la numeració de tots els volums (excepte el vol. 2, que era una sèrie limitada), donant el nº166. Aquesta numeració va arribar fins al número 172, sortint el mes següent un nou número 1.

### Black Panther vol. 7
El 23 de maig de 2018 va aparèixer el primer número del següent volum, escrit per Coates amb dibuixos de Daniel Acuña, que continua publicant-se, amb altres dibuixants.